# Calibrachoa scabridula
Calibrachoa scabridula är en potatisväxtart som först beskrevs av Conrad Vernon Morton, och fick sitt nu gällande namn av João Renato Stehmann. Calibrachoa scabridula ingår i släktet Calibrachoa och familjen potatisväxter. Inga underarter finns listade i Catalogue of Life.